# 枢密院 (中国)
枢密院（すうみついん）は、唐代中期に設置された主として軍制を掌った中央官庁である。軍政を統轄したが、軍隊の指揮権はなかった。以後、五代の各王朝、遼、金、宋、元と歴代王朝に継承され、明代に廃止された。

## 唐代から五代十国
唐代の枢密院は「内枢密使」と称され、宦官が任命された。宦官が枢密使の職責を掌握した状態はそれ以前から存在したが、憲宗の時代に設置された。設立当初は独自の官署を有せず、当初は皇帝と宰相等の大臣の間の伝送を担当した。そのため宦官の政治介入に有利な性格を有し、後代になると宰相と共に朝政に深く関与するようになった。また穆宗以降になると皇帝の廃立にも容喙するようになっている。朱全忠が唐を滅ぼし後梁を建国するとこれを廃止、改めて崇政院（すうせいいん）を設置し官人を任命、また独自の官署が設置されている。後唐が後梁を滅ぼすと、唐制の多くが復活したが、枢密使は再設置されず、崇政院を「枢密院」と改称しその機能を維持した。

## 宋代
宋代の枢密院は軍政の最高機関とされ、民政を管轄する中書省と並んで「二府」と称された。枢密院の主要職責としては用兵、辺境警備、軍令及び密令の発布、邦治の補助とされ、皇帝直轄の禁軍も枢密院の指揮下に置かれた。枢密院は宰相とともに朝政の中枢であり、ともに対等な関係に置かれ、枢密使は宰相や三省官同様に皇帝へ直接稟奏する権利を有していた。
枢密院の長官は枢密使（知枢密院事とも）と、副長官は枢密副使（同知枢密院事とも）と称され、文官が任命された。その下に武官による都承旨及び副都承旨が設置された。またそれ以外には定員のない編修官が設置された。中央官制において、枢密使は同平章事の1等下、参知政事の同格とみなされて両方を合わせて「執政」とも称した。
枢密使は唐代までは、軍事情報や機密情報の管理に関する職務に限定されていたが、宋代になると軍政最高機関にまで権限が強化されたことで権力の集中が発生、過度な権力集中を解消すべく元豊6年（1083年）には神宗により枢密院廃止の建議が出されたが、実施されるに至っていない。その後は中書省との対立関係が生じるようになり、金の進出に対して主戦論を唱える中書省に対し、枢密院は講和論を主張し国論の統一に失敗、徽宗及び欽宗が金軍の捕虜となる事態（靖康の変）を招き宋軍は瓦解するに至った。
南宋が成立すると再び宋軍が編成され、その際には枢密院は設置されずに御営司が設置されたが、建炎4年（1130年）に復活されている。武官出身の韓侂冑は、権力掌握後も高位高官に昇らずに皇帝と直接接触できる都承旨の地位に踏みとどまって時の皇帝寧宗を操って実権を動かしていた。開禧北伐の失敗で粛清された韓侂冑の後に執権した史弥遠は、自分の腹心らを枢密院の要職に案配させて軍政の実務を監督する形式で権力基盤を固め、これにより25年にわたる長期政権を享受することができた。

## 元代
モンゴル帝国が成立すると中統3年（1262年）に枢密院が設置され、行政を管轄する中書省、監察を管轄する御史台と並ぶ軍事を管轄する最高機関とされた。長は枢密使であるが皇太子が兼職する名誉職とされたため、実質上の長は知枢密院事とされた。